# Hansaplatz (metrostation)
Hansaplatz is een station van de metro van Berlijn, gelegen onder het gelijknamige plein in het Berlijnse stadsdeel Hansaviertel. Het metrostation wordt bediend door lijn U9 en kwam in gebruik op 28 augustus 1961. Station Hansaplatz was echter reeds vier jaar daarvoor voltooid en in het kader van een architectuurtentoonstelling opengesteld voor publiek.

## Geschiedenis
De bouw van lijn G, de huidige U9, was een direct gevolg van de deling van de Berlijn na de Tweede Wereldoorlog. De historische binnenstad was in Oost-Berlijn komen te ligen en in het westen van de stad ontstond een nieuw centrum rond Bahnhof Zoo en de Kurfürstendamm. Om dit stadscentrum met de dichtbevolkte buitenwijken te verbinden besloot men een nieuwe noord-zuidlijn te bouwen die de oude binnenstad ontweek. De bouw begon in 1955; het eerste deel van lijn G zou uiteindelijk slechts twee weken nadat de Muur Berlijn fysiek spleet in gebruik komen.

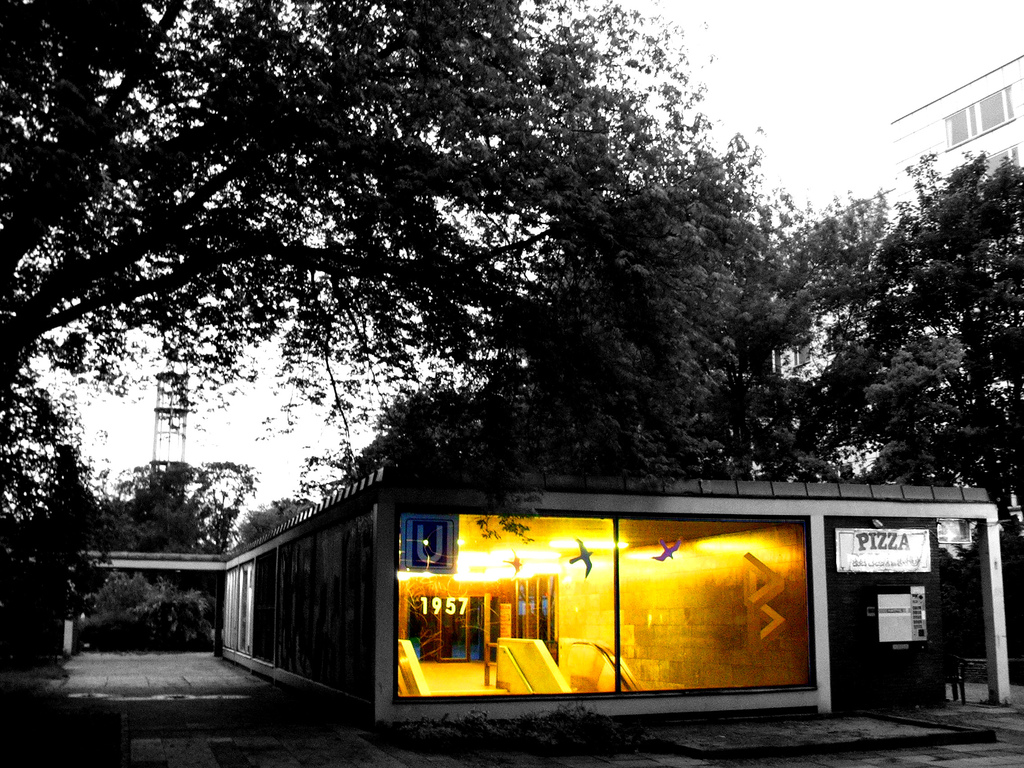
De voor de Interbau gebouwde stationshal

De bouwwerkzaamheden spitsten zich in het begin toe op het traject onder de Tiergarten. In het Hansaviertel, gelegen in de noordwesthoek van dit park, was namelijk een groot wederopbouwproject in ontwikkeling en in deze wijk zou in de zomer van 1957 de internationale architectuurtentoonstelling Interbau 57 plaatsvinden. Om dit evenement niet te verstoren moest de bouw van de metrotunnel uiteraard voordien afgesloten zijn, bovendien zou het station onder de Hansaplatz een onderdeel van de expositie vormen. Bezoekers van de Interbau konden niet alleen het nieuwe metrostation bekijken, maar ook een ritje door de tunnel richting station Zoologischer Garten maken met een door een Volkswagen-cabrio getrokken treintje. Rails waren er op dat moment nog niet gelegd; het "treintje" reed dan ook op rubberbanden en werd Gummibahn ("rubbertrein") genoemd.
Rond de Hansaplatz werd het wijkcentrum van het Hansaviertel gegroepeerd, waar naast het metrostation enkele winkels, horecavoorzieningen en culturele instellingen werden ondergebracht in relatief lage gebouwen. De noordelijke ingang van station Hansaplatz is geïntegreerd in een winkelcentrum, aan de zuidzijde van het station bevindt de toegang zich in een uit glas en baksteen opgetrokken paviljoen, dat een bouwkundig ensemble vormt met de Hansabücherei, oorspronkelijk het informatiecentrum van de Interbau en tegenwoordig een cultureel centrum. Het complex waarvan dit toegangspaviljoen deel uitmaakt werd ontworpen door Werner Düttmann en staat, zoals het gehele gebouwenensemble van de Interbau, onder monumentenbescherming.

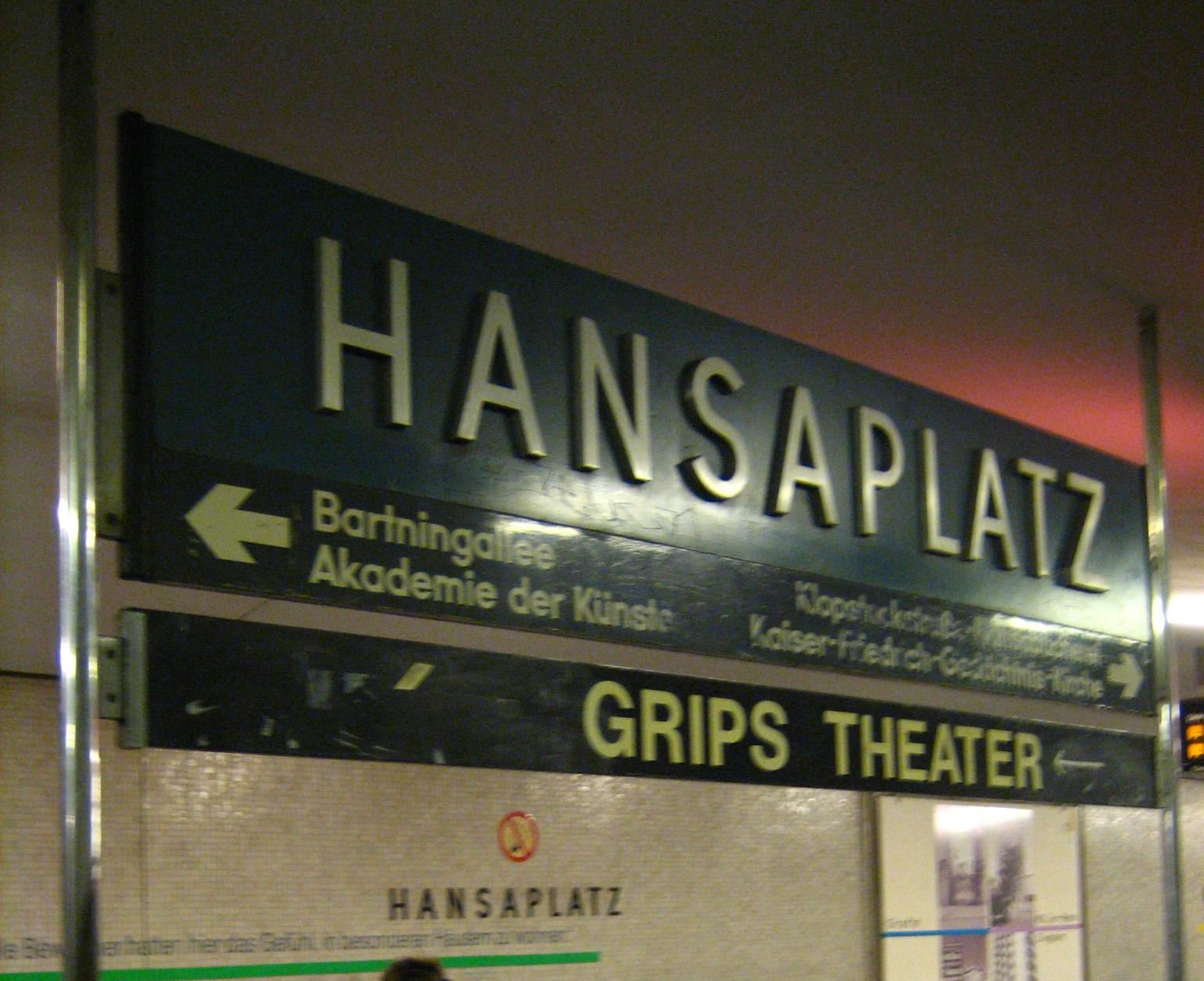
Stationsbord op het perron

Ondergronds was, zoals bij alle stations van lijn G, architect Bruno Grimmek verantwoordelijk voor de inrichting. Voor het ontwerp van station Hansaplatz werkte hij samen met zijn medewerker Werner Klenke, waardoor het enigszins afwijkt van de andere stations op de lijn. Het dak heeft weliswaar dezelfde geknikte, licht welvende vorm als in Grimmeks overige stations, maar in plaats van brede zeshoekige pilaren zijn hier rankere, met aluminium afgewerkte zuilen te vinden. De wanden werden bekleed met kleine mozaïektegeltjes, die elders op de zuilen gebruikt werden. Het station bevindt zich nog in vrijwel originele staat en is samen met het eveneens door Grimmek ontworpen Borsigwerke (U6) het enige Berlijnse metrostation waar de authentieke donkere stationsborden met zilveren letters en zitbanken in jaren-50-stijl behouden zijn.
Het station was oorspronkelijk alleen te bereiken via trappen en roltrappen, die rechtstreeks van het eilandperron naar de oppervlakte leiden. Uiteindelijk moeten alle Berlijnse metrostations van een lift voorzien zijn. Zo kreeg ook station Hansaplatz op 31 januari 2017 een lift, die in de plaats kwam van een van de oorspronkelijke roltrappen.